# Varencya picea
Varencya picea är en skalbaggsart som beskrevs av Marc Lacroix 1993. Varencya picea ingår i släktet Varencya och familjen Melolonthidae. Inga underarter finns listade i Catalogue of Life.